# رودناو
رودناو (به آلمانی: Rüdenau) یک شهر در آلمان است که در میلتنبرگ واقع شده‌است.